# Lytta proteus
Lytta proteus är en skalbaggsart som beskrevs av Haag-rutenberg 1880. Lytta proteus ingår i släktet Lytta och familjen oljebaggar. Inga underarter finns listade i Catalogue of Life.